# Сабах
Саба́г (малай. Sabah, джаві: سابه) (код: SWK) — другий за площею штат Малайзії, називається також Negeri di bawah bayu, що перекладається як «Країна під вітром». Раніше, коли був британською колонією, називався північним Борнео, пізніше отримав статус штату Малайської федерації. Інший малайзійський штат на острові Борнео — Саравак. На півдні межує з Індонезією. Сабаг також межує з султанатом Бруней на північному заході. Столиця — Кота-Кінабалу (попередня назва — Джеселтон).

## Географія
Рельєф Сабагу гористий, найвища гора Кінабалу за різними даними — від 4095 до 4101 метрів. Природна рослинність штату — вологі тропічні дощові ліси. Клімат спекотний і вологий, екваторіальний. У горах температурний режим помірний, на їх вершинах може бути прохолодно.
У 2019 році в заповіднику Данум виявили дерево виду Shorea faguetiana висотою понад 100 м. Це найвище тропічне дерево.

## Історія
Сабаг був зайнятий англійцями в 1881 році і став протекторатом. У 1946 році було утворено колонію Північний Борнео, а в 1963 Сабаг увійшов до складу Малайської Федерації.

## Суперечка з Філіппінами
Філіппіни претендують на всю територію Сабагу, яку обіцяв султан Борнео султанату Сулу в 1703 за військову підтримку.

## Населення і етнічний склад
Багато жителів Сабагу мають частково португальське походження. Найпоширеніші імена Фернандо, Гомес, Родрігес. Сабагські фестивалі іноді нагадують бразильські.
Населення Сабагу становить близько два з половиною мільйони, офіційно виділяють 32 етнічні групи. Найбільша нетуземна етнічна група — китайці, становлять 20 % населення. З місцевих етнічних груп найбільша — Кадазан-Дусун (близько 25 % населення); далі Баджау (15 %) та Мурут (3 %).
Близько 700 тис. осіб на Сабагу — філіппінці, які потрапили сюди через відсутність суворого контролю за імміграцією і охорони кордонів. Оскільки місцева влада не визнає наявність у Сабагу нелегальних іммігрантів, філіппінці укорінилися і працюють на будівництві й займаються комерційною діяльністю.
Малайська мова — є загальною для усіх етнічних груп, у Сабагу прийнято сабагський діалект, що відрізняється інтонаціями, і схожий за вимовою на індонезійську мову. Досить поширеною є англійська, китайська (мандаринська і хакка). Кадазан-Дусун, Баджау, Мурут і малі народи розмовляють власними мовами.

## Туризм

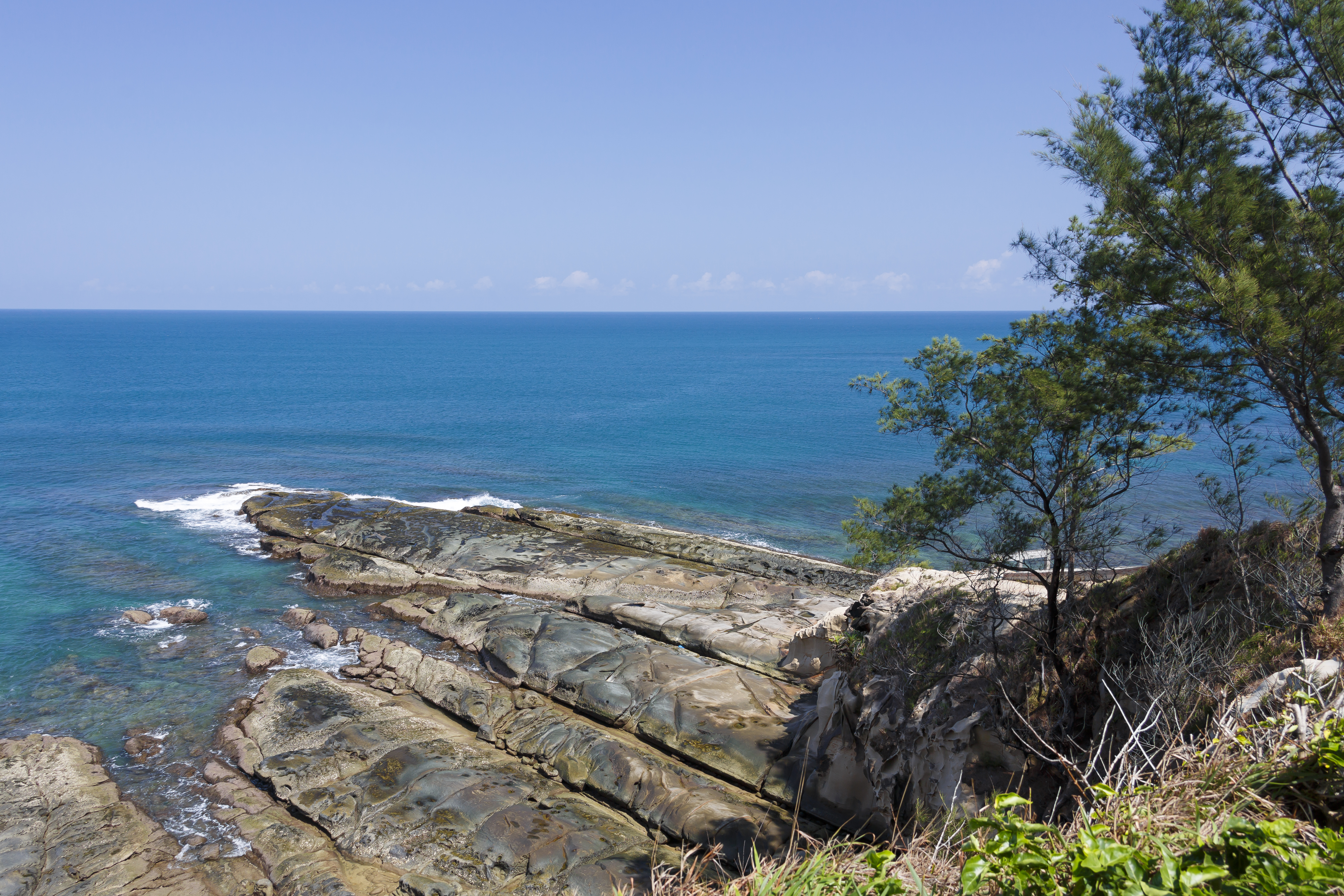
Північний край острова Борнео

Сабаг — популярне місце для дайвінгу. Найпопулярніші місця — на північ від Кота-Кінабалу та поруч із Семпорною (острови Сіпадан, Мабул, Капалай, Сібуян та інші).